# Люнне, Бьёрн
Бьёрн Арильд Люнне (норв. Bjørn Arild Lynne также известный как Dr. Awesome и Divinorum, род. 31 декабря 1966) — звукооператор и музыкальный продюсер ныне проживающий и работающий в г. Ставерн, Норвегия. Он был широко известен как трекерный композитор музыки под именем Dr. Awesome/Crusaders в конце 1980 года и в начале 1990-х, когда он выпустил множество мелодий в формате MOD и создал музыку для некоторых игр под Amiga. В это время он прославился как один их ведущих композиторов в мировой демосцене.
В 1995 году Бьёрн переехал в Великобританию, после чего начал работать как звуковой дизайнер и композитор на компанию видеоигр Team17. В Англии он сделал запись большинства своих альбомов, включая трилогию Timura, созданную по мотивам книг Аллана Коула. Некоторые из его альбомов стали достаточно популярными, главным образом среди фанатов инди-музыки. В июне 2005 года Люнне вернулся в Норвегию и теперь работает там как внештатный композитор и владеет магазином электроники.
Бьёрн Люнне известен своими саундтреками для игр Worms и Seven Kingdoms и его собственными альбомами в различных жанрах, от средневековой фантазии до прогрессивного рока и даже транса (выпущенный под псевдонимом «Divinorum»). Его мелодии также использовались в нескольких телевизионных программах и фильмах.

## Демосцена
В более поздних 1980-х и 1990-х годах, Бёрн работал на демосцене под псевдонимом Dr. Awesome (выбранный псевдоним — шутка и не означает ничего особенного). Как член группы Crusaders он создал множество композиций в формате Amiga tracker. Бьёрн также создал саундтреки для таких Amiga игр как Qwak, Brat и нескольких других (см. дискографию) и записал свои первые альбомы: «Hobbits & Spaceships» и «Montage». Позже он заново использовал некоторые мелодии из старых альбомов в своих новых работах «Decade» и «Revive». Последний является сборником самых популярных мелодий Dr.Awesome, заново записанных с использованием настоящих (не компьютерных) музыкальных инструментов.

## Дивинорум
«Дивинорум» (лат. Divinorum — божественный, пророческий) — проект Бьёрна по созданию электронной музыки в стиле транса. В рамках проекта он записал и издал три альбома совместно с Aural Planet, названных «Power Liquids». Хотя музыка Дивинорум очень отличается от раннего «космического» стиля Люнне, альбомы получили положительные отзывы критиков и слушателей.

## Дискография

### Официальные альбомы
1. Quiet Places (2008 год). Самоизданный
2. Beneath Another Sky (2006 год). Самоизданный после 3,5 лет в разработке. Подобный к жанру Колония (Colony).
3. Soothe (2004 год). Самоизданный, аудио CD. Подобный жанру медитация (meditation).
4. Soothe (2004 год). Самоизданный.
5. Statement (2004 год). Самоизданный, аудио CD в жанре dance.
6. Return to Witchwood (2003 год). Самоизданный. A sequel to the original Witchwood.
7. Colony (28 мая 2002 года). Самоизданный.
8. Accelerator (декабрь 2001 год)
9. The Gods Awaken (апрель 2001 год)
10. Revive (март 2000 год)
11. Worms Armageddon Original Soundtrack CD (1999 год). Team17
12. Wolves of the Gods (март 1999 год)
13. Worms 2 Original Soundtrack CD (1998 год), SynSoniq Records
14. Wizard of the Winds (апрель 1998 год)
15. The Void (март 1997 года)
16. Witchwood (март 1996 года)
17. Dreamstate (март 1995 года)
18. Montage (1994 год)
19. Brave New Virtual World (1993 год)
20. Hobbits & Spaceships — The Extras (1992 год)
21. Hobbits & Spaceships (1992 год)
22. Bjorn Lynne Demo Tape No. 1 (1991 год)

#### Саундтреки к компьютерным играм
1. Geneforge 4 (2006 год)
2. Squirrel Escape (2005 год)
3. Lemmings (2005 год)
4. Zombieball (2005 год)
5. Lost City of Gold (2005 год)
6. Worms 4: Mayhem (2005 год). Team17.
7. Midnight Strike (2005 год)
8. BumpCopter 2 (2005 год)
9. Multiaire (2004 год)
10. Worms Forts: Under Siege (2004 год)
11. Blox Forever (2004 год)
12. Worms 3D (2003 год)
13. Restaurant Empire (2003 год)
14. Catch the Sperm 3 (2003 год)
15. Maximum Capacity: Hotel Giant
16. Worms Blast (2001 год)
17. Capitalism II (2001 год)
18. Worms World Party (2001 год)
19. Bomberman (2001 год)
20. Stunt GP (2001 год)
21. Gate (2000 год)
22. Ford Racing (2000 год)
23. Siege of Avalon (2000 год)
24. Spin Jam (2000)
25. Phoenix — Deep Space Resurrection (2000 год)
26. Virtual-U (2000 год)
27. Worms Armageddon (1999 год)
28. Seven Kingdoms II — The Frythan Wars (1999)
29. Arcade Pool 2 (1999 год)
30. Pig Detective on Wacky Adventures (1998 год)
31. Nightlong: Union City Conspiracy (1998 год)
32. Worms 2 (1998 год)
33. Worms Pinball (1998 год)
34. Addiction Pinball (1998 год)
35. Seven Kingdoms (1997 год)
36. Dark Corona (1997 год)
37. Dominion Storm (1997 год)
38. X2 (1996 год)
39. World Rally Fever (1996 год)
40. Worms (1995 год)
41. Alien Breed 3D (1995 год)
42. Qwak (1994 год)
43. Project-X (1992 год)
44. Escape from Colditz (1992 год)
45. Fantastic Voyage (1992 год)
46. Cubulus (1992 год)
47. Brat (1991 год)

### Дивинорум
1. Power Liquids (2003 год). Совместно с группой Aural Planet. Самостоятельно изданный альбом.
2. Talisman (2000 год). Самостоятельно изданный альбом.
3. Isms (1999 год). Самостоятельно изданный альбом.

### Dr. Awesome
1. Decade (1997 год)
2. X2 (1995 год)

### Разные записи
1. Photo exhibition music (2005—2006)
2. Open Interactive / Sky Digital TV games (2001 год)
3. Solnatt
4. The LaSalle Bank Chicago Marathon Course Video (2000 год)
5. Virtual Van Cortlandt Park (2000 год)

### Дополнительная информация, источники
- Неофициальный фан-сайт
- Люнне, Бьёрн (англ.) на сайте Internet Movie Database
- Список музыки Бьёрна Люнне под игры на Amiga
- Обзор альбомов (фр.)
- Профиль на VGM Rush

#### Свободная для скачивания музыка
- Dr. Awesome на The MOD Archive
- Бьёрн Люнне (недоступная ссылка) на ArtistLaunch
- Бьёрн Люнне на Amiga Music Preservation
- Free Midi’s на собственном сайте

#### Интервью
- Hugi 32 интервью
- Интервью на Amiga Energy
- Lynne’s интервью на Mono 211
- Amiga Music Preservation интервью
- Интервью Бьёрна Люнне (Bitplane n.3 april/may 2002)
- Интервью Джорджа Мунше
- Интервью Сергио Мотты (Rock & Progressive Metal)
- Интервью A-J Чаррона